# Iwan Polakow (generał)
Iwan Aleksiejewicz Poliakow, ros. Иван Алексеевич Поляков (ur. 10 sierpnia 1886 w stanicy Nowonikołajewskaja, zm. 15 kwietnia 1969 w Nowym Jorku) – rosyjski wojskowy (generał major), wyższy wojskowy w sztabie kozackich wojsk przy sztabie Sił Zbrojnych Komitetu Wyzwolenia Narodów Rosji pod koniec II wojny światowej.
Ukończył doński korpus kadetów, nikołajewską szkołę inżynierską, a w 1914 dwie klasy akademii sztabu generalnego. Brał udział w I wojnie światowej. Służył jako oficer w 2 kaukaskim batalionie saperów. Od kwietnia 1915 był zastępcą starszego adiutanta generalnego kwatermistrza w oddziale operacyjnym sztabu 9 Armii, a od początku 1917 w stopniu podpułkownika szefem wojenno-drogowego wydziału sztabu 9 Armii. Pod koniec 1917 przybył nad Don, gdzie przyłączył się do kozackich oddziałów wojsk białych. Został szefem służby łączności w sztabie atamana marszowego Wojska Dońskiego. Po zajęciu tych obszarów przez wojska bolszewickie w lutym 1918, ukrywał się pod fałszywym nazwiskiem jako robotnik w Nowoczerkasku, a następnie stanicy Zapławskaja. Następnie brał udział w antybolszewickim powstaniu kozackim. Wstąpił do nowo formowanych kozackich oddziałów wojskowych, uzyskując 19 maja 1918 r. stopień pułkownika. Był kolejno szefem sztabu oddziału kozackiego M.A. Fietisowa, południowej grupy wojsk Wojska Dońskiego i całego Wojska Dońskiego. W lipcu awansował do stopnia generała majora. Na pocz. lutego 1919 został przeniesiony do rezerwy, wobec czego wyjechał do Jugosławii. Próbował wkrótce przedostać się na Syberię, ale wobec klęski wojsk białych zawrócił. Pracował w urzędzie miejskim w Zagrzebiu. Po ataku wojsk niemieckich na ZSRR 22 czerwca 1941, przyjechał do Niemiec. Współuczestniczył w formowaniu kozackich oddziałów wojskowych w służbie armii niemieckiej. Był zwolennikiem rosyjskiego ruchu wyzwoleńczego gen. Andrieja A. Własowa. Od grudnia 1944 był wyższym oficerem w sztabie kozackich wojsk przy sztabie Sił Zbrojnych Komitetu Wyzwolenia Narodów Rosji. W maju 1945 w szeregach Kozackiego Stanu poddał się Brytyjczykom i został osadzony w obozie w Lienz. Uniknął repatriacji do ZSRR. Następnie przebywał w obozie dla internowanych w Austrii, gdzie 14 października 1947 został wybrany p.o. atamana wojskowego Wojska Dońskiego, jak przed śmiercią życzył sobie dotychczasowy ataman gen. Grigorij W. Tatarkin. Jednakże większa część Kozaków dońskich nie przyjęła tego wyboru, uznając atamanem gen. P.Ch. Popowa. Był autorem książek pt. „Краснов и Власов” (Nowy Jork, 1959) i „Донские казаки в борьбе с большевизмом” (Monachium, 1962). Zmarł 15 kwietnia 1969 w USA.